# گنا دیمیترووا

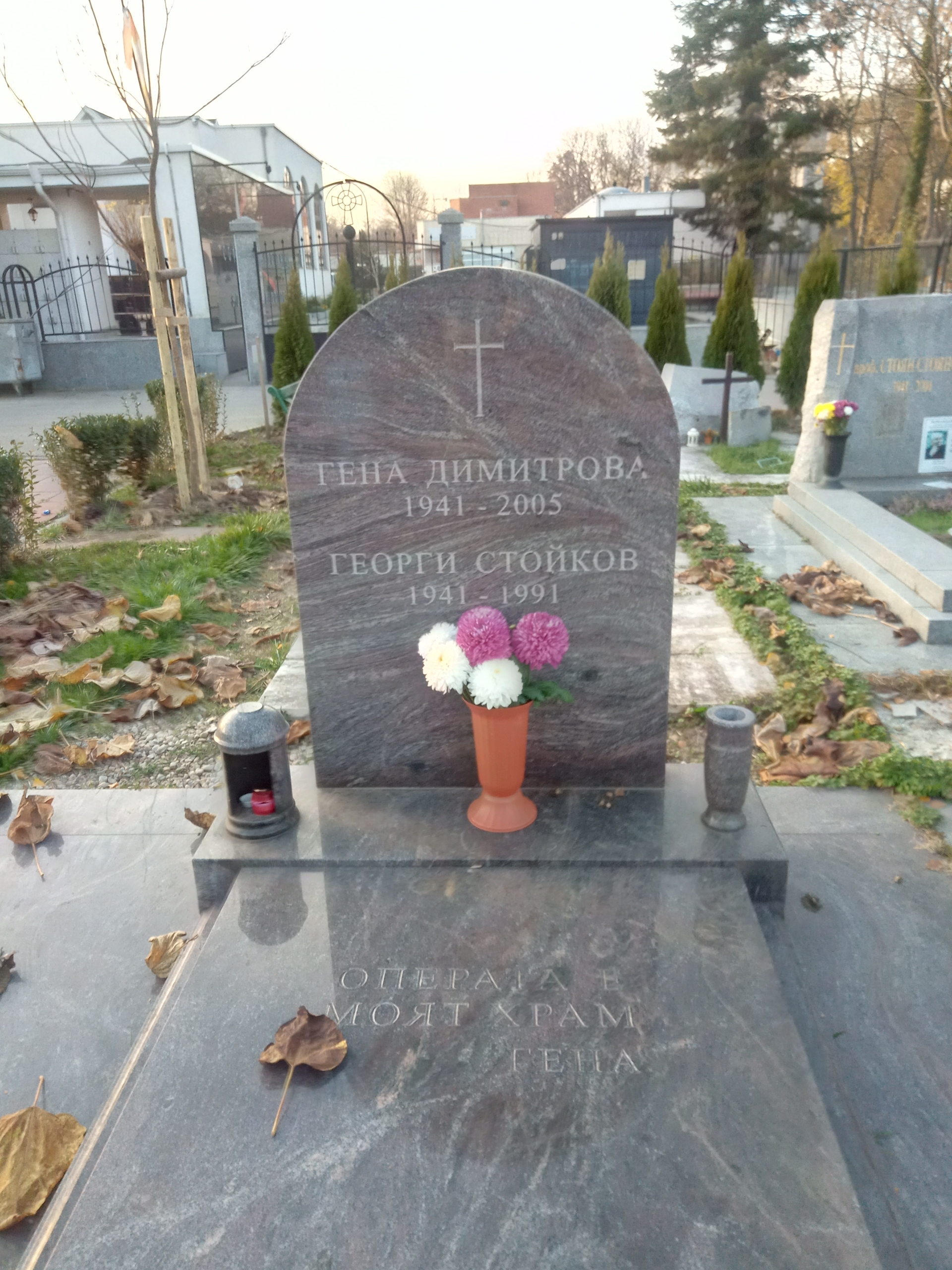
مقبرهٔ گنا دیمیترووا و همسرش در گورستان مرکزی صوفیه

گنا دیمیترووا (بلغاری: Гeна Димитpова؛ ‏ ۶ مهٔ ۱۹۴۱ – ۱۱ ژوئن ۲۰۰۵) خواننده سوپرانوی اپرا اهل بلغارستان بود. صدای او به خاطر قدرت و بسط آن که در نقش‌های اپرائی مانند توران‌دخت در چهار دهه کار حرفه‌ای مورد استفاده قرار گرفت، شهرت داشت.

## اوایل زندگی
گنا دیمیترووا در سال ۱۹۴۱ در روستای بگلژ بلغارستان در ۲۵ کیلومتری پلون به دنیا آمد. او آواز خواندن را در گروه کر مدرسه آغاز کرد و صدای قدرتمندش باعث شد که بین سالهای ۱۹۵۹ تا ۱۹۶۴ به او پیشنهاد شود تا در کنسرواتوار صوفیه و زیر نظر کریستو برامباروف تحصیل کند. در حالی که صدای او ابتدا به عنوان متزوسوپرانو طبقه‌بندی می‌شد، اما در سال دوم خود به عنوان خواننده سوپرانو جا انداخت.
دیمیترووا پس از پایان تحصیلات خود در کنسرواتوار دولتی بلغارستان، به تدریس آواز پرداخت. موفقیت او در سال ۱۹۶۷ در نقش ابیگیل، دختر دروغین نابوکو در اپرای نابوکو اثر جوزپه وردی به دست آمد که توسط گروه اپرای ملی بلغارستان اجرا و به روی صحنه رفت. در ضبط‌های اولیه، صدای دیمیتروا هنوز به حد اندازه‌های صدایی که بدان شهرت یافت، نرسیده بود، و در بسیاری از تولیدات اولیه نابوکو، نت دو اوج نهایی اختیاری در کابالتی، «در حال اوج‌گیری هستم» حذف شده است، که او بعداً در اجراهای آتی خود ان را دوباره گنجاند.

## حرفه بین‌المللی
دیمیتروا در سال ۱۹۷۰ برنده مسابقه بین‌المللی آواز صوفیه شد، این جایزه شامل بورسیه یک دوره تحصیلی در «مدرسه آموزش پیشرفته» در لا اسکالا بود.
او نخستین نقش‌آفرینی ایتالیایی خود را در نقش توراندخت در ترویزو در سال ۱۹۷۵ انجام داد و همان نقش را برای نخستین بار در سال ۱۹۸۳ در لا اسکالا در مقابل خوانندهٔ تنور اسپانیایی پلاسیدو دومینگو در اپرای مجلل فرانکو زفیرلی تکرار کرد. او همچنین در «سالن نمایش کولون» در بوئنوس آیرس در سال‌های ۱۹۷۴–۱۹۷۵ آواز خواند و در آنجا در اپراهای توسکا، توران‌دخت، آندره شنیه، تروبادور و دون کارلوس هنرنمایی کرد خواند. اپرای توراندخت او همچنین در ویدئویی در تماشاخانه ورونا در سال ۱۹۸۳ با حضور نیکلا مارتینوچی و چچییلیا گازدیا حفظ شده است. در سال ۱۹۸۷ او نخستین حضور خود را در تالار اپرای متروپولیتن نیویورک با اجرای همان نقش انجام داد.
دیمیترووا زمانی در مورد این نقش گفت: «توران‌دخت شاید نقش مورد علاقه من نباشد، اما قدرت صدایم را به خوبی نشان می‌دهد. نحوه نوشتن موسیقی به گونه‌ای است، که برای اجرای صحیح آن به صدایی مانند ترومپت نیاز دارید.»
نخستین نقش‌آفرینی او در ایالات متحده آمریکا در سال ۱۹۸۱ با بازی در نقش اِلویرا در اپرای ارنانی بود. او در سال ۱۹۸۳ در مرکز هنری باربیکان در اپرای جوکوندا اثر آمیلکاره پونکیلی آواز خواند و در همان سال نخستین نقش خود را در تالار اپرای سلطنتی لندن در کاونت گاردن بازی کرد. او بعدها علت تأخیر در ارائه نخستین اثرخود را صرفاً به «زدوبندهای اداری» نسبت داد.
دیمیترووا همچنین چندین نقش‌آفرینی با صدای متزوسوپرانو در کارنامه خود دارد. برجسته‌ترین آنها نقش آمنریس بود که در سال ۱۹۸۵ در لا اسکالا در نمایش آیدا اثر جوزپه وردی است که در نقش مقابل ماریا کیارا در نقش آیدا و لوچیانو پاواروتی در نقش رادامس انجام داد. و همچنین نقش شاهدخت اِبولی در اپرای دون کارلوس جوزپه وردی.
دیمیترووا پس از بازنشستگی از صحنه در سال ۲۰۰۱، همچنان فعالانه با خوانندگان جوان کار می‌کرد. یکی از شاگردان او خواننده سوپرانو «النا بارامووا» است.
دیمیترووا در ۱۱ ژوئن ۲۰۰۵ بر اثر سرطان در میلان درگذشت. پس از مرگ وی، دولت بلغارستان متعهد شد که صندوقی به نام او برای خوانندگان جوان آینده‌دار تأسیس کند.
قلهٔ دیمیترووا در جنوبگان به افتخار او نامگذاری شده است.